# Seseli granatense
Seseli granatense är en flockblommig växtart som beskrevs av Heinrich Moritz Willkomm. 
Seseli granatense ingår i släktet säfferötter, och familjen flockblommiga växter. Inga underarter finns listade i Catalogue of Life.